# Grænsen mellem Norge og Rusland
Grænsen mellem Norge og Rusland (norsk: Russergrensen, russisk: Российско-норвежская граница) består af en 195,7 kilometer lang landegrænse, der adskiller Sør-Varanger i Norge fra Petsamo distrikt i Rusland, samt en 23,2 kilometer lang havgrænse ved Varangerfjorden. Grænsen følger for to tredjedeles vedkommende to floder, Pasvikelven og Grense Jakobselv.

## Historie
Grænsen skabtes ved Novgorod-traktaten af 1326, da Norge og Novgorod opdelte regionen mellem sig, omend grænsen ikke fastlagdes eksakt. De moderne grænser mellem Norge og Rusland blev fastlagt ved en traktat i 1826. Mellem 1920 og 1944 var dette en del af grænsen mellem Norge og Finland. Mellem 1944 og 1991 fandtes en grænse mellem Norge og Sovjetunionen. Den var stort set lukket til 1991. Efter 1991 blev turistrejser tilladt. Nye større grænsestationer (en på hver side) åbnedes i 2003 ved Storskog i stedet for de gamle ved Skafferhullet. I 2012 indførtes nærmest visumfrihed for de, som bor i de to lande inden for en afstand på cirka 30 km fra grænsen. De kan få en 5-årig tilladelse til at passere grænsen frit et antal gange uden stempler og med enklere kontroller (en slags multipelt rejsevisum).

## Grænsekontrol
Det findes en enkelt grænseovergang ved denne grænse. Den er beliggende ved E105, ved Storskog i Norge og Borisoglebskij i Rusland.
Det er forbudt[kilde mangler] at krydse grænsen uden for grænsekontrollen. På norsk side er det tilladt at gå frem till grænsen, hvilket det ikke er på russisk side (forbudt grænsezone på et par kilometers bredde - det forhindrede ikke menneskesmuglere i at sende ca 3.500 asylansøgere over grænsen i 2015 mod 20 i 2014). Der er syv vandkraftværker i Pasvik elv, selv om grænsen følger elven. Landene har opdelt vandfaldene mellem sig således, at nogle har norske vandkraftværker og andre har russiske kraftværker. Hegn findes på den norske side kun der, hvor en bilvej findes frem til grænsen og ved vandkraftværker. På russisk side findes hegn langs hele den norske og finske grænse.